# ГЕС-ГАЕС Термаліто
ГЕС-ГАЕС Термаліто — гідроелектростанція у штаті Каліфорнія (Сполучені Штати Америки). Знаходячись після греблі Оровілл, становить нижній ступінь каскаду у сточищі річки Фетер, яка дренує західний схил гір Сьєрра-Невада та є лівою притокою Сакраменто (завершується у затоці Сан-Франциско).
Нижче від Оровілл звели бетонну греблю Термаліто висотою 44 метри та довжиною 396 метрів, яка утримує водосховище з площею поверхні 1,3 км2 та об'ємом 16,5 млн м3. Ця водойма виконує роль нижнього резервуару при роботі машинного залу греблі Оровілл у насосному режимі. З неї також подається ресурс на малу пригреблеву гідроелектростанцію (потужність 3 МВт) та у прокладений по правобережжю дериваційний канал до ГАЕС Термаліто. Цей канал має довжину біля 3 км та завершується у водосховищі Thermalito forebay, котре зі сторони річки утримується дамбою довжиною 4,8 км та висотою 28 метрів, а з іншої сторони обмежене природними висотами. Thermalito forebay має площу поверхні 2,5 км2 та об'єм 14,5 млн м3. Під час роботи гідроагрегатів греблі Оровілл у насосному режимі течія в каналі реверсується та забезпечує подачу до 255 м3/с з Thermalito forybay до греблі Термаліто.
У західне завершення дамби Thermalito forebay інтегрований машинний зал ГАЕС Термаліто, котра використовує як нижній резервуар ще одну створену на правобережжі Фетер штучну водойму Thermalito afterbay. Останню утримує земляна дамба висотою 12 метрів та довжиною 12,8 км (цікавою особливістю споруди є її L-подібна форма з прямим кутом між двома найбільшими секціями). Резервуар має площу поверхні 17,4 км2, об'єм 70,4 млн м3 та з'єднаний з машинним залом ГАЕС Термаліто і річкою Фетер каналами, котрі мають довжину 2,7 км та 0,3 км відповідно.
Основне обладнання станції становлять три оборотні турбіни типу Френсіс потужністю по 27 МВт та одна турбіна типу Каплан з показником 36 МВт, які використовують різницю висот між верхнім та нижнім б'єфом у 27 метрів.
Зв'язок з енергосистемою відбувається по ЛЕП, розрахованій на роботу під напругою 230 кВ.